# عليط فارسي
عِلْيَط فارسي أو خشب حديدي (الاسم العلمي: Parrotia persica)، شجرة متساقطة الأوراق من فصيلة المشتركات.
ترتبط ارتباطًا وثيقًا بجنس المشتركة. موطنها منطقة بحر قزوين الإيرانية (حيث تسمى انجیلی، أنجيلي) وأذربيجان الإيرانية (حيث تسمى Dəmirağacı). إنها تستوطن جبال البرز، حيث توجد بشكل رئيسي في منتزه جولستان الوطني.
سُمي هذا النوع من قبل كارل أنطون فون ماير تكريمًا لسلفه في جامعة دوربات، عالم الطبيعة الألماني جورج فريدريش باروت، الذي قام برحلة استكشافية نباتية تسلق خلالها جبال ألبرز في ثلاثينيات القرن التاسع عشر.